# Naarghita
Maria Amarghioalei (n. 14 ianuarie 1939, Pufești, jud. Vrancea, - d. 26 februarie 2013, București) mai bine cunoscută prin numele de scenă Naarghita (scris și Narghita), a fost o cântăreață și dansatoare română. Iubitoare a muzicii și a coregrafiilor din filmele indiene, interpreta s-a specializat pe acest repertoriu și a atins performanțe remarcabile, cunoscute și apreciate atât în patria ei, cât și în lume.
Naarghita este supranumită „Cenușăreasa din Vrancea”.

## Primii ani. Studii
Când Maria avea trei ani, părinții ei s-au despărțit; mama, pe nume Aneta, s-a stabilit la București. Fata a fost crescută de bunicii materni până la vârsta de nouă ani, când s-a mutat în capitală alături de mama ei.
Vreme de patru ani, tânăra a făcut studii de coregrafie la Palatul Pionierilor din București (actualul Palat Cotroceni). În 1956 a intrat în corpul de balet al teatrului de revistă „Constantin Tănase”, ca figurantă. În paralel, a luat lecții de canto clasic. La numai o lună de la angajarea în teatrul „Constantin Tănase”, a văzut pelicula indiană Vagabondul (1951), în regia lui Raj Kapoor; a fost foarte impresionată de film și a început să manifeste interes față de muzica și dansurile indiene. Hotărându-se să învețe cântecele de pe coloana sonoră a filmului, l-a urmărit de cincizeci de ori, după care a înregistrat muzica filmului cu un magnetofon adus cu sine în sala de proiecție. A studiat piesele muzicale cu atenție, învățând pronunția cuvintelor indiene după ureche.
În 1957, ea a debutat ca solistă în revista „O seară la estradă”, regizată de Nicolae Dinescu; aici a interpretat aria „Ciand” (lb. rom. „Luna”) din banda filmului Vagabondul. Publicul a primit numărul cântăreței cu entuziasm.

## Activitate
Artista a început să se documenteze în privința culturii indiene. A învățat timp de patru ani limba hindi prin corespondență cu Centrul Hindi, cu sprijinul unui profesor din Universitatea București; acesta i-a procurat un sari (piesă de îmbrăcăminte specifică pentru indience), înregistrări și partituri cu muzică ușoară și de film din India.
Pseudonimul ales de cântăreață este un joc de cuvinte, semnificând, în limba hindi, fie „cântul spiritului etern”, fie „cântecul tulpinii de lotus”; muzicologul George Sbârcea l-a tradus drept „cântec pentru cei luminați”. Întrebând-o de proveniența numelui ei, muzicianul Romeo Vanica (membru în anii 1960 al formației rock Mondial) a primit un răspuns glumeț: „Există Harghita, există Marghita, m-am gândit să existe și Narghita.”
Primul disc Electrecord al Naarghitei a fost bine primit de public. După nouă ani de așteptare, interpretei i s-a înmânat atestatul Oficiului de Spectacole și Turnee Artistice, care îi dădea posibilitatea de a susține recitaluri și spectacole pe scenele din țară; cel care și-a dat acceptul în acest sens a fost baritonul Nicolae Herlea. În toamna lui 1967, prim-ministrul Indiei, Indira Gandhi, a vizitat România și a avut ocazia să o vadă pe Naarghita în spectacol. Foarte plăcut impresionată, ea a cerut să o cunoască pe tânăra cântăreață și dansatoare. Într-un dialog la care a participat și prim-ministrul român Ion Gheorghe Maurer, Indira Gandhi a invitat-o pe Naarghita să viziteze India, iar acesta a răspuns aprobator. Nouă luni mai târziu (la scurt timp după asasinarea politicianului american Robert F. Kennedy, eveniment cu un impact puternic în toată lumea), Naarghita a fost primită călduros în New Delhi, în ciuda doliului, și a rămas acolo timp de jumătate de an, vizita fiindu-i sponsorizată de guvernul indian. Cu această ocazie, Naarghita a făcut cunoștință cu idolul ei, actorul și regizorul Raj Kapoor, iar cei doi au devenit prieteni apropiați.

## Discografie
Simbolul C reprezintă o compilație alături de alți muzicieni; nu vor fi amintite decât pistele cu interpretări ale Naarghitei. Toate transliterările și traducerile le reproduc pe cele notate pe discuri.
- 1959 – EDA 2774 (Electrecord)

1. Ciand
2. Murmurki na dek
- 1959 – EDC 201 (Electrecord) C

3. Ciand (trad. „Cîntecul lunii”; din filmul Vagabondul)
4. Murmurki na dec (trad. „Nu-ți întoarce privirea”; din filmul Articolul 420)
Orchestra de Muzică Ușoară, dirijor: Gelu Solomonescu
- 1959 – EDE 041 (Electrecord) C

1. Ciand (trad. „Cîntecul lunii”; comp. S. Jaichishan)
- 1962 – EDC 376 (Electrecord) C

2. Mera giuta he giapani (trad. „Pantofiorii japonezi”; comp. Jaichishan, din filmul Articolul 420)
3. Murmurki na dek (trad. „Nu-ți întoarce privirea”; comp. Jaichishan, din filmul Articolul 420)
4. Icekdana (trad. „Ghicitoarea”; comp. Jaichishan, din filmul Articolul 420)
Orchestra de Muzică Ușoară, dirijor: Gelu Solomonescu
- 1967 – EDC 862 (Electrecord)

1. Agiare pārdesi (comp. Chowdhury)
2. Giāb se bālām ghār ae (comp. Giaikishan)
3. Sār pār topi lal (comp. Nayyar)
4. Tumsa nāhin dekha (comp. Nayyar)
Orchestra Radiodifuziunii Romîne, dirijor: Sile Dinicu
- 1971 – EDC 10.184 (Electrecord)

1. Parde men (Printre voaluri)
2. Ich liebe dich (Te iubesc)
3. Thank You (Mulțumesc)
4. Meri Ankhe (Ochii mei)
- 1974 – Melodii din filme indiene (Electrecord, STM-EDE 0941)

1. Ek phool do mali (trad. „O floare și doi grădinari”)
2. Chal chal mere sathi, mere hathi (trad. „Prietenul meu, elefantul”)
3. Khilte hain gul yahan (trad. „Unde îmbobocesc trandafirii e locul iubirii”)
4. Zindagi ek safar hai suhana (trad. „Viața este o călătorie minunată”)
5. Raina beeti jae (trad. „Noaptea trece, dar somnul nu vine”)
6. Haina bolo bolo (trad. „Hai, vorbește”)
7. Dilbar dil se pyare (trad. „Stăpînul inimii, mai scump decît inima mea”)
8. Meghe chhaye adhi ratt (trad. „Neliniștea nopților”)
9. Mausam hai ashiqana (trad. „Timpul dragostei”)
10. Dum maro dum (trad. „Respir fericirea”)
- 1984 – Arabian Music (Electrecord, ST-EDE 02653)

1. La tiji-l-yaum („Nu veni azi, nu veni mîine”)
2. Shatty ya deney („Ploaia de primavară”)
3. Dehek ellouz („Înfloreste migdalul”)
4. Al bint el chalabiya („Fata cea frumoasă”)
5. Aatini ennai („Dă-mi naiul”)
6. Shufti-l-amar („Am văzut luna”)
7. Shady („Shady - prieten drag”)
8. Amara ya amara („Lună, o lună”)
9. Habbeytak bessayf („Te-am iubit iarnă...vara”)
10. Yensani tariq („Uită-mi calea”)
Aranjamente muzicale, conducerea orchestrală: Corneliu Meraru
- 1985 – ST-EDE 02705 (Electrecord)

1. Is mod pe jate hai
2. Chanda o! chanda
3. Na koi umang hai
4. Suhana safar
5. Tere bina
6. Ham to man
7. Bol re papihara
8. Duniya kya jane
9. Jeeven ko do raahe pe
10. Piya bina
- 1985 – ST-EDE 02822 (Electrecord)

1. Agiare pardesi
2. Parde men
3. Pantofiorii japonezi
4. Giab se bālām ghar ae
5. Ich liebe dich
6. Nu-ți întoarce privirea
7. Sār pār topi lal
8. Thank You
9. Ghicitoarea
10. Tumsa nahin dekha
11. Meri anke
- 1987 – Melodii din filme (Electrecord, ST-EDE 03206)

1. Yaadon ki baaraat (trad. „Noianul amintirilor”)
2. Tere bina aag ye chandni (trad. „Fără tine luna-mi pare foc”)
3. Ghar aaya mera pardesi (trad. „«Străinul» meu s-a întors acasă”)
4. Pear hua Ikrar hua hai (trad. „M-am îndrăgostit”)
5. Har dil jo pyar karega (trad. „Fiecare inimă care va iubi”)
6. Ham donon, do premi (trad. „Noi, doi îndrăgostiți”)
7. Nanhe munne bachche (trad. „Micuț și dulce copilaș”)
8. Rajnighandha, phool tumhare (trad. „Parfumul tuberozei și al iubirii lui”)
9. Ek be wafa se pear kyia (trad. „Am un iubit amăgitor”)
10. Dil dil de milega (trad. „Două inimi se vor întîlni”)
- 1987 – Cîntece indiene de dragoste (Electrecord, ST-EDE 03207)

1. Aayega aanewala, aayega (trad. „El va veni, va veni”)
2. Nile gagan ke tale (trad. „Sub cerul albastru”)
3. Chhotisi mulaqat pear ban gaii (trad. „Mica întîlnire a născut iubire”)
4. Aaja re piya (trad. „Vino, iubire”)
5. Mera jeeven kora kagaz (trad. „Viața mea, o pagină albă”)
6. Hai, hai, yeh majboori (trad. „Oh, atît de neajutorată”)
7. Mat ja, mere bacchpan nadan (trad. „Nu-mi pleca, copilărie inocentă”)
8. Git gata hun main (trad. „Cînt un cîntec”)
9. Kaon hai jo sapnon? (trad. „Cine-i acela din visele mele?”)
10. Baiyan na dharo, balma (trad. „Nu mă atinge, iubitule”)
Orchestrațiile și conducerea muzicală: Cornel Meraru
- 1991 — Indian light-classical songs (Electrecord, ST-EDE 03892, realizat în perioada nov. 1989–oct. 1990)

1. Aaja re, o, mere dilbar (trad. „Vino, iubitul meu”, din filmul Domnișoara Noorie)
2. Thandi hawa (trad. „Răcoarea brizei”, din filmul Domnul și doamna 55)
3. Dil ki giraah khol do (trad. „Deschide-ți ferestrele inimii”, din filmul Zi și noapte)
4. Saathi re (trad. „Fără prieten”, din filmul Noaptea lui Poonam)
5. Suno, zindagi gaati hai (trad. „Ascultă, viața cîntă”)
6. Chalo, dildar, chalo... (trad. „Să mergem, iubirea mea, spre lună...”, din filmul Frumușica)
7. Inhin logon ne... (trad. „Acești oameni...”, din filmul Frumușica)
8. Chalte, chalte, yunhi koii mil gaya thaa... (trad. „Mergînd, mergînd, pe cineva am întîlnit...”, din filmul Frumușica)
9. Jaaore, jogi, tum jaaore... (trad. „Pleacă, zeul iubirii, pleacă...”, din filmul Amrapali)
10. Paayal ki jankaar (trad. „Cîntecul meu te caută”, din filmul Mere laal)
Aranjamentele instrumentale și conducerea muzicală: Corneliu Meraru
Înregistrări muzicale și mixaje efectuate în Studioul „Tomis” din București, în perioada nov. 1989–oct 1990